# Bidessus minutissimus
Bidessus minutissimus är en skalbaggsart som först beskrevs av Ernst Friedrich Germar 1824.  Bidessus minutissimus ingår i släktet Bidessus och familjen dykare. Inga underarter finns listade i Catalogue of Life.